# Chevrolet Trailblazer (2012)
Le Chevrolet Trailblazer est un SUV du constructeur automobile américain Chevrolet vendu depuis 2012. Produit en Thaïlande et au Brésil, il est distribué en Amérique du Sud, au Moyen Orient et dans certains pays asiatiques. En Australie et en Nouvelle-Zélande, le Trailblazer est vendu par Holden sous le nom de Holden Colorado 7 puis Holden Trailblazer. Il est étroitement dérivé du pick-up Chevrolet Colorado.

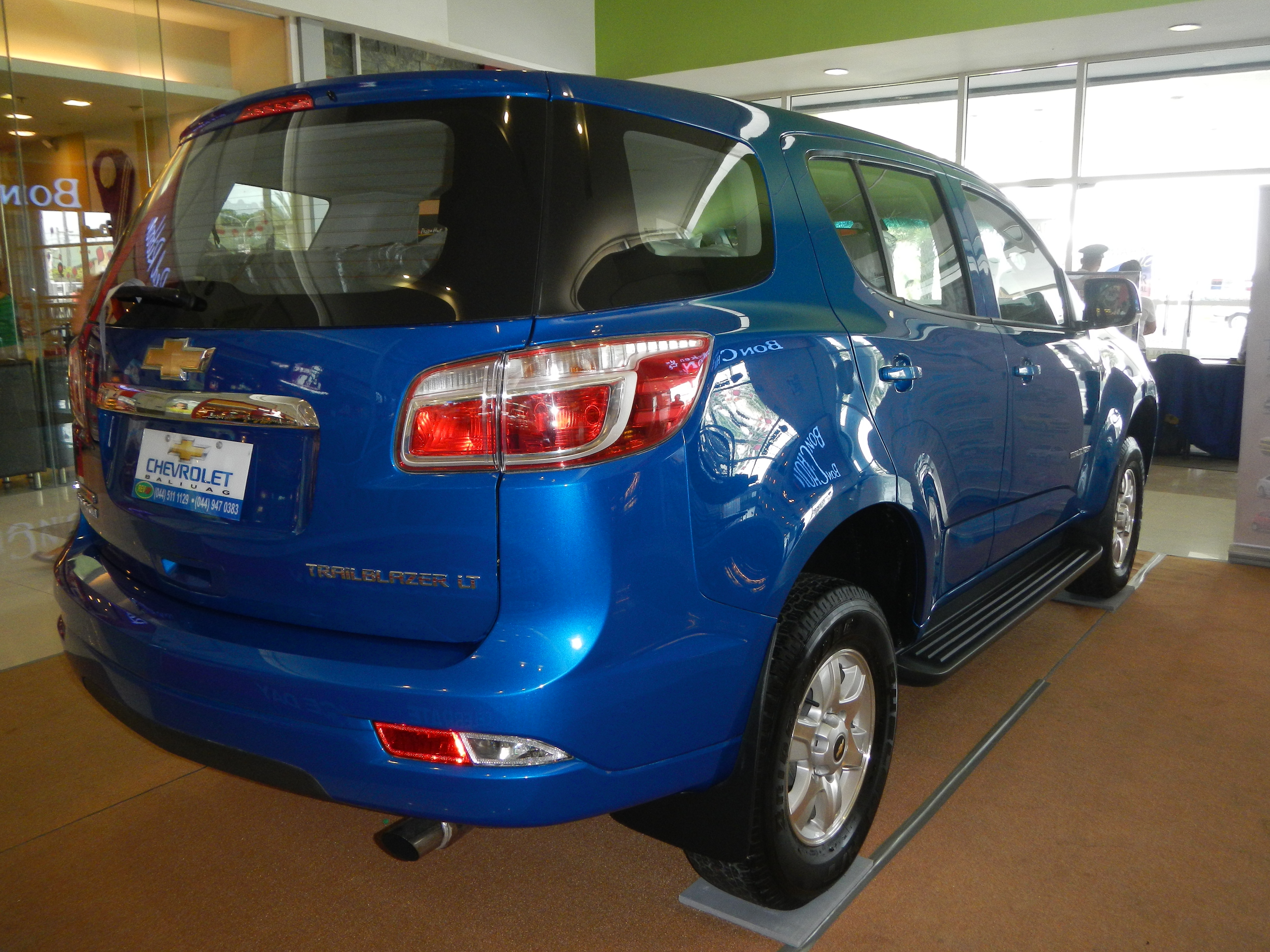
Chevrolet Trailblazer